# پری دریایی کوچولو (فیلم ۲۰۱۸)
پری دریایی کوچولو (به انگلیسی: The Little Mermaid) فیلمی محصول سال ۲۰۱۸ و به کارگردانی بلیک هریس و کریس بوچارد است. در این فیلم بازیگرانی همچون ویلیام مسلی، پاپی دریتون، لورتو پرالتا، آرماندو گوگوتیرز، شرلی مک‌لین، جینا گرشان و کلیر کراسبی ایفای نقش کرده‌اند.